# Beggingen
Beggingen je mjesto u Švicarskoj u kantonu Schaffhausen. Mjesto leži u Klettgauu. 

## Gospodarstvo
Većinom se živi od poljoprivrede.

## Vanjske poveznice
- Službena stranica